# Peter Fleming
Peter Sillence Fleming (1928-1956) fue un misionero evangélico para el Ecuador que fue asesinado junto con otros cuatro misioneros mientras intentaban evangelizar a los huaorani en la llamada operación Auca.

## Primeros años
Fleming nació en Seattle, Washington. Educado en la Biblia desde muy temprana edad, no afirmó ser cristiano hasta los 13 años de edad después de escuchar el testimonio de un evangelista ciego al final de su adolescencia y comienzos de su adultez: Fleming fue conocido por sus conocimientos de la Escritura y su madurez espiritual.
En la secundaría, Fleming destacó en el baloncesto y el golf. También fue un buen estudiante graduado como uno de los mejores de su clase.
En 1946, Fleming se inscribió en la universidad de Washington como estudiante de filosofía. Fue muy disciplinado en la universidad, trabajando una parte del tiempo y dedicando mucho tiempo al estudio Bíblico, también como manteniéndose al ritmo de sus clases. Fue elegido como el presidente de la fraternidad cristiana de su universidad. Continuó con su maestría la cual recibió en 1951.
Fleming conoció a Jim Elliot durante una serie de conferencias y expediciones de alpinismo organizadas por una organización cristiana. Llegaron a ser buenos amigos tanto que en una ocasión ambos duraron 6 semanas predicando a lo largo del país. Elliot tuvo mucha influencia sobre Fleming y fue grandemente responsable para que Fleming llegara a ser misionero.

## Ecuador
Fleming fue a Ecuador en 1952 como parte de un equipo de dos hombres con Jim Elliot. Después de servir en el sitio misionero en Ecuador, Jim se casó con Elisabeth Howard (Betty Elliot). Poco después, Peter Fleming le propuso matrimonio a Olive en una carta con la novia de su niñez, y se casaron en 1954.
En septiembre de 1955, Fleming se unió con Elliot y otros misioneros en la operación Auca, un intento por alcanzar con el evangelio a los indígenas waorani(aucas). Fue el último miembro en unirse al equipo en gran parte por causa de las inquietudes de su esposa. Él y ella habían estado casados solo por 18 meses cuando los 5 integrantes del equipo fueron atacados por un grupo de guerreros huoaranis y Fleming fue asesinado junto con los otros misioneros. Un equipo de búsqueda halló el cuerpo de Fleming flotando en el río Curaray. Su cuerpo fue identificado por un cinturón rojo tejido, el cual llevaba puesto.
De acuerdo con los reportes, Fleming fue atacado con lanza por Kimo, un hombre que más tarde sería uno de los primeros huaorani (aucas) convertidos a la cristiandad.
Poco antes de la muerte de Fleming, Olive tuvo su segundo aborto espontáneo. Ella regreso pronto a los Estados Unidos para recuperarse. Finalmente volvió a casarse, con Walter Liefeld.